# Academia Montis Regalis
L'Academia Montis Regalis è un'orchestra barocca italiana fondata a Mondovì nel 1994.

## La Fondazione
La Fondazione Academia Montis Regalis è nata nel 1994 a Mondovì, una piccola città del Piemonte meridionale, in provincia di Cuneo, il cui nome latino è, appunto, Mons Regalis. Suo scopo è  lo studio e l'esecuzione di musica del repertorio barocco eseguita secondo la pratica esecutiva storica su strumenti originali dell'epoca o su copie moderne degli stessi.
Presidente e direttore artistico della fondazione dalla nascita al 2018 sono stati rispettivamente il dott. Giuseppe Battaglia (1929-2018) e il maestro Giorgio Tabacco .
Nel dicembre 2018 la carica di direttore artistico è stata conferita al maestro Gastón Fournier-Facio 
Fra i vicepresidenti della Fondazione sono stati il giurista Giorgio Lombardi (1935-2010) e il musicologo Alberto Basso (1931). La fondazione dispone inoltre di un comitato scientifico, di cui hanno fatto parte storici e musicologi come Annarita Colturato, Lutz Lüdemann, Andrea Merlotti, Alberto Rizzuti e il già citato Alberto Basso.

## L'orchestra
Sin dalla nascita la fondazione diede vita a Mondovì ai Corsi di Formazione Orchestrale Barocca e Classica, con la finalità di offrire a giovani musicisti italiani e stranieri interessati al repertorio sei-settecentesco la possibilità di fare un'esperienza unica nel suo genere in Italia. Nacque così l'orchestra con strumenti originali Academia Montis Regalis, che nei primi anni della sua esistenza fu diretta dai più importanti specialisti internazionali nel campo della musica antica, come Ton Koopman, Jordi Savall, Christopher Hogwood, Reinhard Goebel, Monica Huggett.
Inizialmente l'Orchestra dell'Academia Montis Regalis si è dedicata alla riscoperta del patrimonio della musica della scuola barocca piemontese. Fra i risultati più importanti raggiunti in questo campo sì segnalano le incisioni delle ouverture e del melologo Werther di Gaetano Pugnani, apparse rispettivamente nel 1996 e nel 1998 e dirette dal maestro Luigi Mangiocavallo , allora direttore principale dell'Orchestra.
Dal 2001 la direzione dell'orchestra è stata assunta dal maestro romano Alessandro De Marchi .
Dallo stesso anno sino al 2006 l'Orchestra ha partecipato all'importante "Progetto Vivaldi", l'edizione integrale delle partiture di Antonio Vivaldi conservate presso la Biblioteca Nazionale di Torino coordinata dall'Istituto per i beni musicale del Piemonte presso la casa discografica francese Naïve (inizialmente Opus 111). Fra i cinque dischi apparsi, hanno riscosso particolare successo l'oratorio Juditha Triumphans, apparsa nel 2002 che ha ottenuto numerosi riconoscimenti internazionali (Gramophone Editor's Choice, Diapason d'or,'Choc' du Monde de la Musique), e l'opera Orlando finto pazzo, apparsa nel 2004 (Gramophone Editor's Choice, R10 de Classica-Répertoire)
Frutto dell'intensa attività concertistica e delle incisioni discografiche è stato nel 2006 il conferimento all'Orchestra del Premio Abbiati: il più prestigioso riconoscimento in Italia nel campo della musica, assegnato dall'Associazione italiana critici musicali.
Fra 2008 e 2009 l'Academia Montis Regalis collabora con la casa discografica inglese Hyperion, con la quale incide tre importanti oratori "romani" composti a cavallo fra XVII e XVIII secolo: il San Giovanni Battista (1675) di Alessandro Stradella (1639-1682); Davidis Pugna et victoria (1700) di Alessandro Scarlatti (1660-1725) e Il Trionfo del Tempo e del Disinganno (1707) di Georg Friedrich Händel (1685-1759)
Dal 2010 l'orchestra è stata scelta quale gruppo residente delle Innsbrucker Festwochen, uno dei più importanti festival mondiali di musica antica. Lo stesso anno l'orchestra ha stipulato un nuovo contratto discografico con la Sony Music, iniziando così a pubblicare per la etichetta discografica Deutsche Harmonia Mundi, etichetta del gruppo Sony nel settore della musica antica.
Primo frutto di tale collaborazione è stata l'incisione della Olimpiade (1735) di Giovan Battista Pergolesi (1710-1736), rappresentata a Innsbruck nel 2010 ed uscita nel 2011 in un cofanetto di tre cd.
Nell'agosto 2011 l'Academia ha rappresentato a Innsbruck il Flavius Bertaridus, König der Langobarden (1729) di Georg Philipp Telemann (1681-1767), la cui registrazione per Deutsche Harmonia Mundi dovrebbe uscire nel 2012. Prima di allora è prevista inoltre l'uscita presso la stessa etichetta dei Vespri carmelitani di Georg Friedrich Händel.

## L'Astrée
Dal 2005 al 2018 il gruppo L'Astrée, nato a Torino nel 1991 sotto l'egida dell'Istituto per i Beni Musicali in Piemonte e della Regione Piemonte, ha svolto le funzioni di orchestra da camera dell'Academia Montis Regalis.
Formazione strumentale specializzata nel repertorio sei-settecentesco, l'ensemble trae il proprio nome da una composizione di François Couperin Le Grand che sul finire del Seicento chiamò L'Astrée una delle sue Sonades en Trio. Il gruppo è stato fondato dal maestro Giorgio Tabacco, che nei vent'anni d'esistenza del gruppo ne è rimasto il cembalista.
Nei suoi primi anni L'Astrée sì è dedicata in particolare alla riscoperta del patrimonio musicale della scuola piemontese, incidendo per le case discografiche Symphonia e Stradivarius vari cd dedicati a importanti autori sabaudi del Settecento (fra cui Giovanni Battista e Giovanni Lorenzo Somis, Gaspare Giuseppe Chiabrano e Gaetano Pugnani).
Dal 2000 al 2006 ha collaborato al citato "Progetto Vivaldi" incidendo per Naive/Opus 111 6 cd con l'integrale delle Sonate da camera (1 cd), dei Concerti da camera (2 cd) e delle Cantate da camera (3 cd). Contemporaneamente ha proseguito, anche per Naive/Opus 111, le incisioni di opere di musicisti sabaudi, con importanti registrazioni di Gaetano Pugnani e Felice Giardini.
Negli anni successivi, in collaborazione con l'etichetta Amadeus ha registrato le sonate per violino e basso continuo di Händel e i Trii per fortepiano violino e violoncello di Haydn.

## Discografia

### Discografia dell'Accademia Montis Regalis
- 1996 - Gaetano Pugnani, Ouvertures in Eight Parts (Opus 111, OPS 30151)
- 1997 - Luigi Boccherini, Sinfonie a grande orchestra op.37 (Opus 111, OPS 30168)
- 1998 - Gaetano Pugnani, Werther melologo (Opus 111, OPS 30197/8, 2CD)
- 1999 - Giuseppe Cambini, Sinfonie (Opus 111, OPS 30244)
- 1999 - Giuseppe Giordani, Passio per il Venerdi Santo (Opus 111, OPS 30249/50, 2CD)
- 2001 - Antonio Vivaldi, Concerti per flauto traversiere (Opus 111, OP 30298)
- 2001 - Franz Joseph Haydn, L'isola disabitata (Opus 111, OPS 30319, 2CD)
- 2002 - Antonio Vivaldi, Juditha triumphans (Opus 111, OP 30314, 3CD)
- 2003 - Antonio Vivaldi, Mottetti (Opus 111, OP 30340)
- 2003 - Franz Joseph Haydn - Hummel, Concerti per tromba e orchestra (Amadeus, AM 1582)
- 2004 - Antonio Vivaldi, Orlando finto pazzo (Opus 111, 30392, 3CD)
- 2006 - Antonio Vivaldi, La Caccia concerti per violino (Opus 111, 30417)
- 2006 - Antonio Vivaldi, Concerto rustico (Berlin Classic, 17882 BC)
- 2008 - Alessandro Stradella, San Giovanni Battista (Hyperion, CDA 67617)
- 2008 - Georg Friedrich Händel, Il Trionfo del Tempo e del Disinganno (Hyperion, CDA 67681/2)
- 2009 - Alessandro Scarlatti, Davidis Pugna et victoria (Hyperion, CDA 67714)
- 2011 - Giovan Battista Pergolesi, L'Olimpiade (Deutsche Harmonia Mundi)

### Discografia L'Astrée
(in corso di allestimento)
- 1993 - Gaetano Pugnani, Pièces a Plusieurs Parties (Symphonia)

contiene: Ouverture n. 1 in re maggiore; Ouverture n. 3 in sib maggiore; Quintetto op. 1 n. 2 in fa maggiore; Quintetto n. 2 in do maggiore; Quartetto n. 3 in la maggiore;
- 1996 - Felice Giardini, Cinque quartetti dedicati ai duchi di Devonshire (Opus 111, OPS 30-163)

contiene: quartetti op. 21 nn. 2, 5 e 6; quartetti op. 25 nn. 3 e 5;
- 2005 - Gaetano Pugnani, Sonate e trii (Stradivarius, STR 33677)

contiene: trii per due violini e basso continuo op. 1 nn. 1 e 6 (1754); sonate per due violini e basso continuo op 4., nn.1 e 3 (1770ca.); sonate per violino e basso continuo op. 5, nn. 2 e 3 (1776 circa)
- 2007 - Georg Friedrich Händel, Sonate per violino e basso continuo (Amadeus, AM 200)